# Улица кнеза Милоша (Ваљево)
Улица кнеза Милоша је трговачка улица која се налази у Ваљеву, у најужем центру старог градског језгра. Настала је у другој половини 19. и почетком 20. века и представља просторно културно-историјску целину од великог значаја.
Улица кнеза Милоша и простор око ње представљају природан наставак развоја града Ваљева, у односу на „Тешњар“, као временски раније формиран стамбено-трговински и занатски центар. Пословни и стамбени објекти се густо нижу са леве и десне стране улице без значајне правилности у стилу и имају свој природан продужезак у уским и дугачким двориштима, са на дуж зиданим помоћним зградама. Овде се сагледава утицај тада модерног схватања у грађевинарству, који продире из централне Европе на Балкан и постепено потискује источњачки начин градње. У овој улици су сачувана и два хотела, „Гранд“ и „Хотел Секулић“, који се са још 13 објеката истичу својим изузетним архитектонским вредностима.